# 손종환
손종환(1965년 1월 10일 ~ )은 한국의 남자 성우다. 1981년 연극 배우로 활동하다가 1997년 투니버스 3기 공채 성우로 데뷔했다.

## 약력
2011년까지 CJ E&M 성우극회의 극회장을 맡고 있었다. 참고로 1965년생은 동기들이(1968년생), (1970년생) 그에게 형님이라고, 했었던 것으로 실제밝혀졌고, 1972년생은 잘못알려진 나이
동기들 중에선 가장나이 가장많고, 가수 김태원과 동갑이며,  연극경력이 1981년으로 1971년 아역배우로 활동한 손창민과 더불어서 이른 나이에 직업을 얻었다.

## 출연 작품

### 애니메이션
- 개구리 중사 케로로 (투니버스) - 폴 / 바이퍼
- 괴도 키드 (투니버스) - 지인호
- 그 남자! 그 여자! (투니버스) - 학생주임 선생님
- 녹색의 전설 (투니버스) - 수엔 / 대주교
- 다!다!다! (투니버스) -  보정스님 / 교장 / 사슴 아저씨
- 듀얼 레전드 (카툰네트워크) - 도사
- 란마1/2 (투니버스) - 남궁민(사오토메 겐마)
- 루니 툰: 벅스 버니와 대피 덕 (카툰네트워크) - 요세미티 샘
- 마리와 강아지 이야기 (투니버스) - 이장
- 마이펫의 이중생활, 마이펫의 이중생활 2 - 팝스
- 말하는 강아지 마사 (투니버스) - 박사
- 명탐정 코난 (투니버스) - 서양덕
- 바이오캅 윙고 (MBC)
- 배틀짱 (투니버스) - 랑꼬
- 블리치 (투니버스) - 요루이치(고양이)
- 빛의 전사 프리큐어 (SBS)
- 빨간모자의 진실 (MBC) - 반장
- 신의 괴도 잔느 (투니버스) - 채영 아빠 (강반장)
- 아따맘마 (투니버스) - 아빠 (오영복)
  - 새로운 아따맘마 (투니버스) - 아빠 (오영복)
  - 아따맘마 2023 (브라보키즈) 아빠 (오영복)
- 열대펭귄 페닝 (MBC) - 알폰소
- 오! 나의 여신님 (투니버스) - 이호조
- 오세암 (MBC) - 일지스님
- 요괴인간 타요마 3기:공존의 시작 (투니버스) - 무명한필
- 요괴인간 타요마 5기 (투니버스) - 무명한필
- 우주에서 온 모자코 (투니버스) - 선생님
- 우주탐사대 (투니버스)
- 위험 최강 단거 할아버지 (투니버스) - 교장
- 은혼 (투니버스) - 하세가와 타이조 / 엘리자베스
- 작은 눈의 요정 슈가 (투니버스) - 장로
- 재동아 학교가자 (투니버스)
- 천하무적 아머히어로 (재능TV) - 카론 박사
- 출동! 메가트레인 (투니버스) - 화이어
- 쾌걸 근육맨 2세 - 더 닌자
- 트리니티 블러드 (투니버스) - 바츠라브 하벨
- 파딩숲 친구들의 모험 (투니버스) - 오소리
- 파워레인저 다이노썬더 (투니버스)
- 파워레인저 엔진포스 (챔프) - 장·보웨일
- 페콜라 (MBC) - 차차 박사
- 프란체스코의 아름다운 세상 (투니버스) - 제빵사
- 하얀마음 백구 (SBS)
- 현시연 (애니맥스) - 쿠가야마 미츠노리
- 황당용사 욜라세다 (투니버스) - 쿠리노하나 쿠리사부로(닥터 마론 / 마롱 플라워)
- DARKER THAN BLACK -흑의 계약자- OVA (애니맥스) - 아마기리
- DARKER THAN BLACK -흑의 계약자- (애니맥스) - 토라이 / 아마가리
- Happy birthday to China (투니버스)
- 총몽 (투니버스) - 그류시카
- 펫숍 오브 호러즈 (투니버스) - 경찰서장
- 사이버시티 오에도 808 (투니버스) - 데이브
- 천방지축 이나탁구부 (투니버스) - 고문선생
- GLASSY OCEAN (투니버스) - 노인
- 닌자펭귄 땡글이 (투니버스) - 염아
- 초기동전설 다이나기가 (투니버스)
- 더티페어 FLASH (투니버스) - 나가
- 스켓 댄스 (투니버스) - 형사
- 슬레이어즈 TRY (투니버스) - 황금드래곤 최고장로
- 이트맨 (투니버스) - 잭
- 이트맨 98 (투니버스) - 서장
- 왕도둑 징 (투니버스) - 보드카 / 로제 아빠 / 크로커다일 / 쿠완트로 / 노인
- 기동무투전 G건담 (투니버스) - 그레이엄 / 혜운 / 레이몬드
- 체포하겠어 (투니버스) - 스님 / 염나왕
- 엑스 드라이버 (투니버스) - 사령관
- 고쿠센 (투니버스) - 교감
- 여신님! 작다는 건 편리해 (투니버스) - 해설
- 카레이도 스타 (투니버스) - 케네스
- 쾌걸 조로리 (투니버스) - 감독
- 무적코털 보보보 (투니버스)
- 레이브 (투니버스) - 디어하운드
- 탐정학원 Q (투니버스) - 나카지마
- 고스트 바둑왕 (투니버스) - 바둑 선생
- 학원 앨리스 (투니버스) - 진노 선생님
- 크르노 크루세이드 (투니버스) - 경감
- GTO (투니버스) - 나나코 아빠 / 사쿠라다 / 오츠카 / 히라마츠 / 도키다 / 우에하라 아빠
- 꿈의 크레용 왕국 (투니버스) - 제사장
- 츠바사 크로니클 (투니버스) - 글로섬
- 음양대전기 (투니버스) - 연구원3
- 뷰티풀 조 (투니버스) - 닥터 크랑켄
- 달려라 이다텐 (투니버스) - 알프레드
- 사무라이 참프루 (투니버스) - 대관
- 몬스터 (투니버스) - 기자4
- 메르헤븐 (투니버스) - 담임
- 드래곤볼GT (투니버스) - 리루드
- 아가사 크리스티의 명탐정 포와로와 마플 (투니버스) - 샤프 경감
- 까이유의 이야기 나라 (투니버스) - 힝클 아저씨
- 레인 (투니버스) - 아빠 / 호지슨
- 졸업 (투니버스) - 윤경 아버지
- 무적용사 사자왕 (투니버스) - 라이온
- 멜티랜서 (투니버스)
- 기갑경찰 메탈잭 (투니버스) - 메가디스
- 자이언트 로보 (투니버스) - 천일 / 화영
- 아미테이지 더 서드 (투니버스)
- 바이스 크로이츠 (투니버스) - 남궁도일 / 에스체트 총수1
- 으랏차차 삼총사 (투니버스) - 마무
- 울프스 레인 (투니버스) - 탈환대 대장 / 장로 / 바다코끼리
- 전쟁과 축구 (투니버스) - 아빠
- 맡겨줘 돌고래 (투니버스) - 할아버지
- 자니 브라보 (투니버스)
- 은장기공 오디안 (투니버스) - 베르치오 / 제네럴
- 신혼합체 고단나 (MBC 무비스) - 로우
- 피블의 모험4 (MBC 무비스) - 개 대장
- 쫑아는 사춘기 (MBC 무비스) - 짱구 아빠 / 쫑아 할아버지 / 남궁 선생님
- 건방진 천사 (퀴니) - 미키 할아버지
- 스켓 댄스 (투니버스) - 강원삼 교장선생님(카라마츠 교장선생님)
- 장화신은 고양이
- 비너스 전기 (DVD)
- 코스모워리어 제로 (DVD) - 기계인간 총독 / 라이 / 그레네다
- 마법천자문 극장판 : 대마왕의 부활을 막아라 (SBS) - 보리도사 / 염라대왕 / 대마왕
- 꼬마유령 캐스퍼 : 메리 고스트마스 (카툰네트워크) - 카오스
- 꼬마유령 캐스퍼 : 새로운 모험 (카툰네트워크) - 카오스
- 꼬마유령 캐스퍼 : 학교에 무슨 일이 (카툰네트워크) - 대시
- 썬더캣츠 (카툰네트워크) - 선장
- 원피스 스폐셜 3D2Y (투니버스) - 징베
- 하늘에서 음식이 내린다면 - 얼
- 극장판 짱구는 못말려: 아뵤! 쿵후보이즈 ~라면 대란~ - 돈빵빵
- 짱구는 못말려 극장판: 동물소환 닌자 배꼽수비대 - 장로
- 라야와 마지막 드래곤 - 통
- 3인의 기사 (디즈니+) - 셸드구스
- 신비아파트 특별판: 조선퇴마실록 (투니버스) - 좌의정

### 게임
- 스타크래프트: 리마스터 - 시체매 (Vulture) & 전투순양함 (Battlecruiser)
- 스타크래프트 II - 올란 & 전투순양함(Battlecruiser) & 시체매 & 자치령 방위군 장교
- 헤일로3 - 에이버리 J. 존슨
- 레이디안 - 심연 속으로 - 벨딜
- 슬라이쿠퍼 - 전설의 비법서를 찾아서 - 머그샷
- 디아블로3 - 대장 헤일
- 에이지 오브 엠파이어 2
- 월드 오브 워크래프트 - 투스카르 NPC / 전승지기 초 / 해설(판다렌 종족 Intro)
- 에이지 오브 코난
- 삼국지 온라인
- 나인티 - 나인 나이츠 - 바독
- 창세기전3 - 제이슨 / 가이너스 / 국장
- 도타2 - 취권도사

### 영화
- 오션스 일레븐 (SBS) - 지배인(마이클 딜라노) / 도박장 경호원
- 시체들의 새벽 - 뚱보좀비
- 더 헌팅 (SBS)
- 깝스 (SBS)
- 삼국지 극장판 (CHING) - 이유
- 어벤져스: 인피니티 워 - 웡(황개선)
- 어벤져스: 엔드게임 - 웡(황개선)
- 닥터 스트레인지 - 웡(황개선)
- 샹치와 텐 링즈의 전설 - 웡(황개선)
- 닥터 스트레인지: 대혼돈의 멀티버스 - 웡(황개선)
- 크루엘라 - 제럴드(제이미 드메트리우)

### 외화
- 33분 탐정 (투니버스) - 스기
- 파워레인저 SPD (투니버스) - 돈모야이더
- 가면라이더 파이즈 (투니버스) - 유지 아버지 / 인부 / 피자집 주인 / 회사원 / 플라터 / 남자 / 의사 / 전당포 주인
- 명탐정 코난 드라마스페셜 - 남도일에게 보내는 도전장 (투니버스) - 동해남
- 자이언트 세이버 (투니버스) - 실버 카프
- 변호사 쉬헐크 - 웡(황개선)
- 보스 베이비 - 법사

### 영화 직접 출연
- 오! 해피데이 - 남 성우(배우로 출연)
- 지구를 지켜라 - 순이 부(배우로 출연)
- 박하사탕 - 신 형사(배우로 출연)
- 아카시아 - 형사(배우로 출연)
- 실제상황 - 정육점 남주인 (배우로 출연)
- 2424 - 대한일보
- 택시운전사 - 뉴스앵커

### 드라마
- 《토지》 (SBS)
- 《연개소문》 (SBS) - 장손무기
- 《결혼의 여신》 (SBS)
- 《너희들은 포위됐다》 (SBS) - 형사 역
- 《오만과 편견》 (MBC) - 김 형사 역
- 《하이드 지킬, 나》 (SBS)

### 방송
- 긴급출동 24시 (KBS)
- 모큐드라마 싸인 (채널A)
- 요리보고 세계보고 (MBC)

### 광고
- 제네시스 (현대자동차)